# 宝暦の飢饉
宝暦の飢饉（ほうれきのききん、ほうりゃくのききん）は、江戸時代に発生した飢饉。宝暦5年（1755年）から翌年にかけて、東北地方から北関東まで被害がおよんだ。宝五の飢饉、宝五の大飢饉または亥年凶作、宝暦五年大凶作とも呼ばれ、「神武以来ノ大凶年」と伝えられる。民衆生活に甚大な被害があり、近世後期の東北や北関東を衰微させた。
江戸時代の「江戸三大飢饉」は一般に、享保の大飢饉・天明の大飢饉・天保の大飢饉とされるが、東北地方では享保の大飢饉を除き「宝暦」「天明」「天保」の飢饉を三大飢饉と称する。これに元禄の飢饉をくわえて四大飢饉ともいう。地域によっては天明や天保の飢饉の時よりも被害が大きいところもあり、近世最大級の飢饉の1つと目されている。冷害による被害を主とし、地域によっては水害や虫害も加わって大凶作になった
なお、宝暦5年には隠岐国で極端な雨不足の後の長雨および大暴風による大飢饉が、宝暦6年には四国で蝗害による飢饉が発生しているが、この項では主に東北地方による冷害を原因とした飢饉について扱う。

## 当時の気候
元禄・天明・天保の飢饉の時期は小氷期にあたったが、宝暦の飢饉の際はそうではなかった。しかし、置賜地方の記録では、
- 宝暦4年暮れから翌5年正月にかけて、雪は少ないが寒さが厳しかった。
- 5年3月から4月まで寒さが続き、草花の育ちも悪い状態となった。
- 田植え時には少々の日和はあったが、5月半ばから降り続いた雨が長雨となり、夏中やむことはなかった。
- この年の夏は暑い日は少なく、袷を着て過ごした。7月末（旧暦）には吾妻山に雪が降り、8月中も雨が降り続いたため、しばしば洪水が発生し、大きな被害が出た。稲穂は一面実入りの無い青立ちの状態となった。

とある。最上地方や村山地方でもほぼ同様だったが、庄内地方は4月中旬から5月中旬まで日照りが続いて旱魃の被害があった。夏は低温で冷害となったという。麦・米ともに大凶作で、飢餓や熱病の流行が民衆を苦しめた。『豊年瑞相談』によれば、10月には雪が降り積もり、不熟な稲が雪の下に埋れてしまって、刈り取ることもできなくなり、寒中になると餓死するものが続出するようになった。
宝暦6年には前年の影響で凶作となった地域が多く、翌7年の前半も低温・大雨・洪水による被害が発生した。
建部清庵の『民間備荒録』によれば、宝暦5年は冷害の年であり、5月中旬から低温が続き、8月下旬まで雨が降り続いた。5日から7日間雨が止んでも初冬のような寒気が続き、田に入ると手足が凍えるほど冷えていて、稲の生育は遅れ、穂は出ても実は入っていなかったという。
『青森県史』に引用されている『天明卯辰簗』では宝暦5年早春から4月まではことのほか暖かかったため、農作物の育成は格別良いように見えたが、5月下旬から冬のような寒さとなり、日が照ることはなく、田畑の様子はよくなかったという。
出羽国新庄領のことが書かれた『豊年瑞相談』にも宝暦5年は寒さがひどく、雨が降り続き、6月1日にも綿入れを着るほどだったとある。
死者の葬礼のための野辺送りをする際、当時の慣例であった「まくら飯だんご」を持って行くと、流民たちが殺到して、大勢で奪いあいになった。物乞いの者があまりにも多いので、施し物をする者もなくなり、餓死者が出て、一般民衆は栄養不良になって疫癘が流行した。

## 岩手・宮城県内での死者数
岩手県と宮城県内の寺院に残された過去帳を調査したところ、南部藩の死者数は宝暦6年は同4年の5倍強となっており、仙台藩でも同6年は同4年の約2倍の死者数となっている。月別にみても、南部藩では宝暦5年10月ごろから死者数が増えはじめ翌6年の4月から5月ごろにピークに達し、端境期をこえると急激に減少し、その年の収穫があった年末ごろにはほぼ平年値に戻った。仙台藩でも6年4月がピークで、同年3月、5月の順に死者数は多くなっている。宮城県全域でみても、死者の最も多かった宝暦6年は年の前半に死者が多く出ている。

## 飢饉の特徴
奥羽地方の餓死者は集計すると10数万人とみられる。
飢饉の特徴の1つは、元禄期ごろから東北地方には全国市場従属方の市場経済が成立していたことにあった。18世紀前半には上方や江戸への廻米を藩財政の基本にし、年貢以外にも農民からの米の買い上げを積極的に進めていた。しかし大開発の影響で米価は低落、東北のみならず、全国的にも財政収入は伸び悩んでいた。幕府に命じられた御手伝普請による支出もあり、財政補填のため領内の穀物をほぼ全て領外へ移出して売却するようになった。そのため、前年度が豊作でも翌年に大凶作になると、たちまち飢饉に陥るという構造になっていた。幕府の側でも、財政的な問題もあって、先の享保の飢饉の時のように奥羽諸藩への積極的な救済策を行おうとはしなかった。
農民たちも村に入り込んだ商人たちから様々な商品を買い、借金を重ねるようになった。消費生活が浸透した農村では、現金収入のため凶作への備えをおろそかにして、貯蔵に回すべき穀物を売却し、凶作時に飢饉に陥るようになってしまっていた。

## 各地の状況

### 仙台藩
仙台藩では、延享4年（1747年）の洪水や寛延年間（1748年 - 1851年）の洪水と寒冷な気候、さらに疲弊した村々で流行病になるなどの被害が続いていた。
宝暦5年には、土用になっても綿入れを着なければならない冷夏で稲は青立ちとなり、刈り入れ期の10月には北上川で洪水が発生して大きな損害を被った。『東藩史稿』によれば表高62万石のうち損毛高は54万石に達した。早霜が降り、翌6年正月からの降雪もあって地方によっては交通も不可能となって被害を大きくした。
領内で雨水を農業用水としていた地域では、一面の青立ちとなった（『仙台飢饉の巻』）。蕨の根や葛、タニシなどを採取して食料にした者もいたが、翌年も大雪と余寒によって草木の芽生えは悪く、そのため新たに食料を採取することも困難になった。あらゆる草木を飯や粥に入れて食したが、胃腸で消化できずさまざまな病気になって苦しんだ。春になると野山の山菜などが採取できるようになったが、冬からの雑食のために暖かくなるにつれて流行病に罹って大勢が死んだ。飢渇に耐えかねて渇命願いをする者たちが検断や肝入の門前に市をなし、4月には城下の河原町地蔵堂辺に飢人が集まりだした。古川では玄米1升が100文に高騰し、米だけでなく食料全般が値上がりすると同時に銭価が下落したことで本格的な飢饉へと陥った（『小野田舎』）。
藩の飢民への救済は、仙台城下の河原町に住む岡右衛門による個人的な施行から始まった。宝暦5年11月ごろからから翌6年4月まで松原地蔵堂付近に集まった「物貰」や「菰かぶり」に対して「むすび飯」を朝暮与え、日中には「山」という字を書いた菅笠を飢民たちに被らせて城下を勧進させた。藩の施行が始まったのは同年5月からで、広瀬川の小泉河原に小屋を設けて施粥を始めたが、たちまち1000人余が「蝗」のごとく駆け集まり、このなかには盛岡藩などから流れてきた者たちも含まれていた
餓死者数については史料が少ないが、20000人から30000人ほどとされる。『仙台飢饉之巻』によれば、宝暦6年では気仙、胆沢、江刺、東山などの藩蔵入地だけで死者3800人、2000頭余の馬も餓死し、名子、水呑、町人の犠牲者も多かったと伝わる。
仙台藩領にある82の寺の過去帳の研究では、宝暦4年（1754年）の死者数を100とすると、宝暦6年の指数は仙台、宮城、亘理、名取で107。桃生、牡鹿、本吉では180。岩手県内にある旧仙台藩領は198におよぶ。内陸部をこの中間として計算して飢饉の死亡者は20000人程度と推定している。
「宝暦飢饉記録」によれば、宝暦5年から6年は、凶作の程度では元禄13年から14年（1700年から1701年）より収穫がよかったという記事がある。しかし、元禄期の凶作時には飢饉にまでは至らなかったが、宝暦期には餓死者が出るような飢饉になったのは「前年より御備米不足」のためだったという。御備米が不足した原因としては、仙台藩が財政再建策として、領内の余剰米を買い上げて江戸などの大都市に廻送・売却する買米仕法を行なっていたことが理由としてあげられる。この施策は財政策としては成功していたが、飢饉によって米の買い上げ資金の調達が困難になり、この後の買米政策は不調となった。

### 米沢藩
米沢藩では、宝暦5年には春遅くまで寒さが厳しく、旧暦5月から降り続いた雨は夏中降り止まなかった。暑い日はほとんどなく、裏付きの袷を着るほどの寒さで7月末には吾妻山に雪が降り、8月中も長雨が続いた。その影響で洪水が発生し、堰や川の決壊で田畑は水びたしになった。洪水の被害面積は水田総面積の5割におよんだという。冷害により稲穂は実入りの無い青立ちとなり、洪水の影響もあって農作物の被害は甚大となった。幕府への報告によれば、被害総額11万3600石余、被害面積8580町余で、その損害は領内生産高の約70パーセントにおよんだ。異常気象は、翌年、翌々年にも続き、宝暦6年の損耗高は5万3500石余、同7年の損耗高は8万2270石余となった。
宝暦3年（1753年）から翌4年（1754年）にかけて幕府から上野東叡山根本中堂と仁王門再建の普請手伝いを命じられていたこともあって藩財政は極度に窮乏し、上杉家伝来の数々の宝物を質物にして金を融通してもらうこととなった
宝暦5年の8月になると城下の米が払底し、上米1俵の値段を1貫730文から1貫500文に引き下げたが、かえって市中に米が出回らなくなった。このため定値段政策を取り下げたが、11月中旬には1俵が3貫600文から700文にもなった。9月には農民と下級藩士が徒党を組み、払い米と米価の引き下げを求めて城下の富商に打ちこわしをした。翌6年には窮民が続出し米価は高騰した。そのため藩は宝暦6年8月から9月にかけて城下東の河原に建てた仮小屋で施粥をし、城下の富商も米を供出した。この施粥には老若男女が列を作り、1日1200人から1300人が集まったという。
この飢饉により米沢藩では10000人近くの人口減少となった。凶作の被害は山間部の農村ほど大きく、中津川郷の山村では20人の餓死者を出し、24人が一家離散した。農村では禿百姓（つぶれびゃくしょう）や欠落村落が各所で発生した。城下には飢人があふれ、藩は城下東の河原に「仮小屋」を設けて施粥を行なった。
米沢藩は、宝暦3年から7年間で人口が966人減少し、総人口も10万人を割った。

#### 宝五騒動
米価高騰への対策として、藩は宝暦5年に米を定価にする価格統制を行なおうとしたが、城下町の米屋や富商は従わず、米を隠匿して市場に出さなかった。宝暦5年9月から10月にかけて、米沢・山形・天童といった都市部で米価高騰に不満を抱いた民衆による米騒動が相次いで発生し、米屋などが打ちこわされた。
同年9月、城下の南郊南原に居住する下級藩士が先頭に立ち、南部の農村の関村や李山村の百姓700人から800人を集めて、城下の馬口労町、南町、紺屋町の酒屋や富商の家に押し掛けた。そして、蔵の中を見せないのは不届きだと乱暴し、発見した米を粥にして振る舞うことを要求した。同9月10日、置賜郡李山・関山両村百姓500人から600人が米沢城下に繰り出して、蓄米の風聞があった馬口労町酒屋勘兵衛宅に押し入り「乱妨」した。藩は払米を渡すことを約束して引き取らせたが、13日には「諸士不肖ノ者」「軽き奉公人」の南原左衛門宅に押し込み土蔵を打ち破った。この9月10日の騒動も南原の下級藩士が企んだと伝える史料もある。
藩ではこれに対して、蔵米を1人につき3升ずつ払い米とし、在方や町在の困窮者を対象に、米を一定値段で売り払うこととした。しかしこの価格が高すぎるというので、再び百姓400人から500人が城下の立町、鍛冶町などの富商の家になだれ込み乱暴狼藉を働いた。これらの暴徒は町奉行が配下を使って鎮圧したが、藩は一度決めた米価を撤回して自由販売に戻し、米を原料とする酒や菓子類の製造を禁止した。そして家中藩士に藩財政の逼迫と凶作の惨状を訴えて家臣の結束を呼びかけたことで、領内は平穏を取り戻した。
翌年、徒党の首謀者である下級藩士4人が磔刑および斬罪となった。彼ら下級藩士たちは、藩の幕府への手伝普請などによる財政悪化の影響により、宝暦4年分の扶持米をろくに支給されておらず、さらに翌5年の凶作による米値上がりで窮迫し、徒党を組んだのであった。

### 新庄藩
「豊年瑞相記」によると、新庄藩では宝暦5年は春から天候が悪く、夏の土用になっても冷涼な気候で袷を着て農作業をしなければならないほどで、稲の生育は遅れ8月（旧暦）になってようやく出穗を見たが、同月18日の夜には霜が降り、稲・蕎麦・粟などに損害を与えたという。9月下旬の新米収穫時期となっても未熟で青米や粃が多く、蒸米や燻米にして2升、3升と掻き集めて年貢米とした。10月27日にはかなりの降雪があり、稲刈りに支障を来して、そのまま雪の下に埋もれてしまう稲も多かった。「末世之立鏡」には、山に近い村里では夏中寒風がしきりに吹きつけて、場所によっては一粒も実らなかったとある。
山際の村に猿・鹿が現れ、作物を荒らし回った。刈り取った稲を屋内の梁や桁に架けて乾かしたが、小さい家ではそのようにはできず、積み重ねておいた稲は中から蒸れて納豆のようになってしまった。刈り取った際には幾分か中身があるように見えても、脱穀すると粃ばかりで、擂臼にかけると灰のようにとんでしまった。早稲・中稲の収穫はわずかでもあったが、晩稲の収穫は皆無だった。稲作に詳しい古老の見立てでは平均1分5厘作であった。
新米は市場に出回らず、米価は高騰した。前年は1升13文から14文だったが、宝暦5年6月には1升で25、26文。12月には46文、翌6年正月には町では米1升57文、4月に65文、5月に70文、6月初めには82文にまで上昇した。ほかにも宝暦5年12月には大豆1升30文、小豆は42文から43文だった。
困窮した人々は、武士、農民、町人を問わず、みな山野に入って蕨根を掘り、蕨粉に青米・砕け米の粉などを合わせて食べた。このほか、野びる・よもぎ・ふき・うるい・あざみ・がざの葉・山牛蒡・たんぽぽ・松皮餅など、様々なものを食糧とした。青引大豆の粥や漆の実の黄粉に大豆餅をつけて食べ、病気になる者も少なくなかった。
宝暦6年7月初旬には早稲が穂を出し始めたが、無数の虫が稲にとりついて枯らしてしまった。この虫は餓死者の怨念が生み出したもので、彼らは「喰いたい、のみたい」の一心で死んだことから虫となって稲を害するのだと噂された。盆の時期を迎えても、仏前に供えるものは何もなく、7月13日から2日間、太田の瑞雲院で餓死人供養の法要が営まれた。
村々にも城下にも、領内外から難民が流入し、炎天下で悪疫により命を落としていった。「豊年瑞相記」には「数人の乞食、所々の物陰に臥居て、今も一人、又二人といふ様に、暑気に当り、疫病を煩ひて、足弱に強病ゆへ、無遁死しける者多し、最初は接引寺境内に埋けれ共、犬狼の食と成て、死骸を引出し、乱れ果てたる有様は夏中致し様も無之故に、角沢道柳の下に大きなる穴を掘り、此内に埋めしなり」と書かれた。この穴は「末世之立鏡（まつせいのたてかがみ）」によれば幅5尺、深さ1丈5尺の大きさだったという。

#### 新庄藩の対応
泉田村は例年の年貢高は237俵だが宝暦5年は収穫皆無に近いという理由で69俵で良いことになった。しかし、どうしても40俵は納めることができなかったため、各農家から1升、2升と掻き集め、郷蔵で俵に詰めようとしたが、窮民が群がってきて枡取が米を計量するはしから手を差し出して米を奪い合った。役人がいくら叱ろうとも脅そうとも、窮民たちを止めることができなかったと泉田村の庄屋は記している。藩の年貢収納高は、例年では10万俵前後だったが、この年は4万1150俵で、平年の半分未満であった。
宝暦5年10月30日、家臣一同が総登城を命じられ、集まった席上で藩主戸沢正諶の密書が披露された。その内容は、今年は未曾有の凶作で納められた年貢米が少ないため藩士には飯米のみを支給する、我慢して仕えてくれればそれが何よりの忠勤であるが、耐え得ない者はいつでも戸沢家を離れてもかまわないというものだった。こうして行われた「飯米渡しの制」は、禄高の高下にかかわらず、家族を含め1人1日5合の飯米を給付するというものだった。
藩内では酒の売買が禁止され、宝暦6年3月には正諶は幕府に3000石の拝借米を願い出た。これは許可されたものの、施政の責任を問われ正諶は差し控えを命じられた。

#### 新庄藩内での施粥
宝暦5年12月、方々で餓死者が出たという風評が広まったころ、町方で粥雑炊が売り出された。1椀4文だったが、たちまち売り切れた。このころには家々の門口に物乞いをする者が日を追うごとに増えていった。雪が降り始める時節には餓死する者が多くなり、領主からの御救扶持1日1合や5勺ではとても足りないので在々の百姓・水呑・名子などは非人となり、庄屋名判の腰札を下げ、城下町の家中・町方を勧進して歩いた。翌6年3月には、城下の非人が2500人にまで増加したことから、藩は「非人小屋」を建てたが、非人は増え続け、毎日5人、10人と死んで大穴に埋め、「目もあてられぬ次第」となった。
宝暦6年正月には新庄城下の酒屋17軒が施粥をした。粥は白米1升に水6升の割合で炊いたものを、2合入りの柄杓で一人前2杯ずつ配られた。初日は65人、2日目が85人だったのが、2月8日には925人、同月10日に1073人が集まった。酒屋たちの施粥は2月末まで行われたが、藩でも4月からお救い粥の施しが始まった。

### 庄内藩
庄内藩では、宝暦5年は旱魃や冷害、ウンカの発生など多くの災害が起きて大凶作となり、翌6年にかけて大飢饉となった。4月中旬から5月中旬まで日照りが続いて旱魃の被害があった一方で、土用には低温になって冷害となり、7月13日には大雨で水害となった。このため、「来迎寺年代記」には「大旱魃、大凶作と成」と記されている。
しかし、凶作にもかかわらず、財政難だった藩は年貢の差し引きを少なくして、厳しく徴収した。年貢の不足分には元利合わせて14割の利息米を課して翌年に取り立てたことで、藩内の村々は多大な未納米を抱えたが、それについても毎年1分1厘の利米が付けられた。この影響は後々まで尾を引き、平場の藤島村では約40年後の寛政5年（1793年）ごろまで8447俵の未納米が残り、村高2100余のうち潰れ百姓の高が1100石余にのぼった。
宝暦5年に山浜通永田木村の半兵衛は、自宅の屋敷の雪の下に隠していた籾13俵を、12月に役人に見付けられ、死罪のところを許されて妻子とともに他所追放となった。

#### 庄内藩の対応
百姓は困窮し、領内では宝暦5年秋の9月ごろから深刻な米不足となり、酒田では1300人の困窮者の救済願いが出された。11月には他国への穀物持ち出しは一切禁止となり、12月には酒造が禁止され、米価は13俵で金10両に暴騰した。
翌6年には、郷方町方の貧民が飢渇状態に陥り多くの餓死者を出した。藩は御用籾1万400俵（3斗5升俵）のうち6115俵を10両につき17俵で売り出したほか、同年3月に幕府から1万両を借りて家中に高100石につき5両の割合で貸与した。鶴ヶ岡、酒田に米500俵ずつ、八組郷中の各組に300俵ずつ、計3400俵を貸し渡し、町方・郷方には粥座を設けて施粥をした。
藩は松皮餅の製法を村々に配布して粮物として食べることを推奨した。しかし、領民は飢えをしのぐために様々な物を食べたが、冬は降雪・積雪のために粮物を探せず、餓死する者が多かった。町方では小糠や粉米で命をつないだという記録も残されている。

#### 出羽松山藩
庄内藩の支藩出羽松山藩でも宝暦5年の大凶作の影響を受けた。同年の藩士への給与支給に際して、扶持米を9斗1両として計算したが、1石2両ほどに米価が高騰したため、実質的に半額支給の形となった。これに不満をもった江戸詰徒士や足軽が、藩主の登城の御供を拒否する事件が起きた。

### 山形藩
山形藩では、宝暦5年の夏は冷害に見舞われ、山形・上山地方は土用でも寒い日が続いた。谷柏村（現・山形市）では山寄りの田地はまったく稲の実入りがなかったことから、10月に年貢の金納と夫食米配給を願い出ることを村寄合で決めた。また同月19日と22日に山形と天童の町方で、下層町民が米価高騰を理由に米商人に打ちこわしをしたことも記録されている。
ほかにも山形城下町や肴町・薬師町・小白川町で、貧窮者や下層民による米商人・高利貸し商人への打ちこわしが起こっている。

### 盛岡藩
盛岡藩（南部藩）では、宝暦5年4月ごろには、本来なら秋になって生える初茸が4月には生い立っており、冷害の様相はすでに現れていた。5月7日ごろから田植えが始まったが、天候不順で連日降雨続きとなり、夏の土用でも寒気をおぼえるほどで、土用入の6月11日には昼ごろから雨が降り出し、しとしとと降り続いた。7月になっても長雨は続き、8月の初めには実っていた上田の稲は同月10日朝の大霜で生気を失った。9月の刈り入れの時期には、わずかに実った穂を狙って盗む者も現われた。百姓たちはこれを見つけ次第にたたき殺し、時には殺した人間を案山子のように吊るした。役人でさえそれを止めることはできなかった。
同年10月ごろから死者が増え始めて、翌6年の4月から5月ごろにピークに達した。餓死者数は、宝暦6年の各代官所からの報告によれば、4万9594人（男3万993人、女1万8601人）、明屋が7043軒半となった。この報告に含まれていない遠野通では、宝暦5年9月から翌5年4月16日までの調査を別個に行い、上郷660人、下郷351人、遠野町および町同心140人、計1151人の餓死人が書きあげられた。これら以外の帳外の死人がどれほどかは不明とされている。藩からの幕府への届けによれば、宝暦5年の損毛高は本高（表高）10万石のうち7万7170石、新田高14万8000石のうち12万2530石で、全体では19万9700石となっている。このうち不熟による被害が本田・新田合計で18万6628石、その他は水押による被害分であった。
米の値段は次第に上昇し、宝暦5年3月ごろに1駄（135キログラム）1貫700文だった御蔵米の相場は、8月10日には3貫文に高騰した。その後も連日暴騰を続け、町で売買する米は同月21日には5貫文にもなり、御蔵米の切手を持参しても半分くらいしか支給されなかった。藩は、酒造を禁止し、米商の倉庫をおさえ、大豆などの食料を統制下においたが、商人たちは掃溜や便所の中にまでに米を隠した。
星川生保は、盛岡藩の飢饉の被害を大きくした原因は、領内の米・10万石を全て買い集めて領外へ売却したことであるとその著『食貨志（しょっかし）』で述べている。『自然未聞記』では日光手伝普請さえ引き受けなかったら蔵に十分な米があっただろうから飢饉騒動にはならなかった、という批判が「虚説」と断りながらも記載されている。
なお、飢饉の時は人々が野草の根を食って飢えを凌ごうとするが、根を手で掘るわけにはいかない。しかし、鍛冶屋は掘る道具は十分に持っているし、無いなら自分で作ることもできる。よって鍛冶屋は大飢饉でも生き残るという言い伝えが、宝暦の飢饉時に生まれた。
本来、藩主が就任した時は、閣老らを招待してお披露目する習わしだったが、8代目藩主の南部利雄は藩の財政難、およびこの度の飢饉によりそれができず、「祝儀の延期願」を提出した。お披露目が開かれたのは宝暦10年（1760年）秋のことで、世間からは「南部の後振舞」と揶揄されることとなった。

#### 盛岡藩の被害者数
五戸通の餓死者は1万人を越え、雫石・福岡・沼宮内・花輪・上田の各通でも多くの餓死者が出た。盛岡以北の奥通や奥羽山脈側の地域に餓死者が集中し、花巻以南の北上川流域は比較的少なく、奥通であっても田名部通や野辺地通といった最北部はそれほどでもなかった。盛岡藩の総人口は、宝暦5年の35万8222人から同6年には35万6005人になったされているが、菊池勇夫はこれは幕府を意識した数字操作で、実際の餓死者数はおよそ5万人をくだらないと考えている。死者数は6万余ともいわれ、南部駒として有名なこの地域の馬も2万余匹が死んだという。
人々は山に入って蕨の根や木の皮を探し、実らなかった稲の株をそのまま釜で煮て食った。痩せ衰えて黄疸を病んだような顔色の人々が村から村へさまよい、路傍に倒れる者がいても足を止める人はいなかったという。宝暦5年10月中旬ごろには飢民の群れが城下に流れ始めた。城下の住民も、豊かでない家の者は甘藷を求めて商家の軒先に列を作った。寺院や寺社の門前だけでなく、山や川にまで我が子を捨てる親も多かった。盛岡城下でも餓死する者が出るようになり、11月から12月にかけて子供を道連れにして川に身を投げて死ぬ親が何人も出た。
宝暦5年12月には、城下の報恩寺と久昌寺が飢人の救済を開始。藩は領内の富豪から御用金を集め、幕府から貸し出された金をあわせて、翌6年正月に城下の永祥院と円光寺に萱葺きの救小屋を建てた。円光寺の小屋は約218坪ほどであったが、2月ごろには1800人を超える飢人がいたという。これにより永祥院で1170人、円光寺で1350人が救われたと伝わる一方で、彼らには水1升に対し米8勺（約144グラム）だけの粥を朝夕2回施されただけで、あまりのひどさに「南無カユ陀仏、ウスイ菩薩」といいながら人々は死んでいったという。小屋に入ることを恥じて、まずわが子を川に投げ入れ、自分もつづいて身を投じて死ぬ者もあった。どうせ死ぬのなら我が家でと、自分の家を目指して出て行く者もいた。毎日50人前後の飢人が餓死または凍死し、宝暦6年4月までに死者は永祥院で4500人、円光寺で800人に達した。宝暦6年の代官の報告書によると、同5年の餓死者4万9594人、空家が7043軒にも達した。もっとも被害が大きかった三戸郡五戸通では餓死者は1万1927人に達し、ついで雫石通、福岡通、沼宮内通の順に餓死者数は多かった。
猿橋義近の『自然未聞記』によると宝暦5年、6年の餓死者はあわせて10万人ほどで、それ以外に他領へ出奔した者は3000人ほどだったとしている。
仙台藩岩谷堂の遠藤志峯が著した「荒歳録」には、宝暦5年10月から翌6年10月にかけて、金ヶ崎の往還筋（奥州街道）や江刺郡岩谷堂で、南部・津軽・秋田方面から南方に行く離散者たちが幾千人となく通過していったと記されている。離散者たちは5人、7人または10人余のまとまりで、食べ物や衣類のような荷物をそれぞれ背負い、「景気よき方」を尋ねて仙台領を歩き、さらには関東・江戸などへ向かった。寛延2年の飢饉の時にも、北奥からの離散者が見られたが、今回はそれに「倍々」する数であったという。盛岡藩南部の沢内通の年代記に、餓死者の死骸が累々と「道の街々」に満ち、「建武軍」（南北朝の動乱で死んだ者）の数を合せても、こたびの飢饉にはおよばないとされた。さらにこうした離散者の女子供を狙った人買いも横行したという。

### 秋田藩
秋田藩では宝暦3年8月20日に降雪があり、稲穂は落ち、畑作物も取り入れ前だったことから、凶作となった。翌4年は5月から7月まで70日以上も降雨が無いため旱害となった上に虫害も起きて2年続きの凶作となった。そして翌5年には5月24日に大洪水が発生して田畑が押し流され、水損の無いところでも稲虫による被害を受けた。前年にも「水魄（すいはく）」という虫が付いたため、2年続きの虫害を被ることになった。
大凶作により藩内では米1石が8貫文となった。多くの飢民が食料を求めて領外に出て行き、「渇死に及ブ者多ふ」「御国中の飢民夥敷他国へ出たり」といわれた。当時の藩は29万6670石、実高71万2000石だったが、被害高が46万2800石、洪水による損失分や翌年の種籾分などを差し引くと残高22万8164石と算出した。領内の総人口約37万人が1人1日3合食べるとして39万9600石が必要なので、17万1000石余が不足であるとした。
秋田藩領内の餓死者数は、領内人口38万8000人のうち3万2000人ほどとされる。北秋田郡七日市村では宝暦5年冬に多くの餓死者が出て、村内百姓の3分の1ほどが潰れ、秋田藩隣接の由利郡の矢島領では宝暦6年7月までに900人余が餓死したと記録されている。ただ、上記の記録（「老農見聞録」など）にもある七日市村の餓死者について、記録を取った長崎七左衛門は現金収入を得るため銅山（近くの阿仁銅山は飢饉になると操業を中止していた）への炭の生産をもっぱら行い農業を疎かにしたためと考察し、農業を第一にしていた者は餓死に及ばなかったと記録している。
藩は領内にある米を残らず買い上げて配給するという飢民対策を採ったが、この買い上げに使用された銀札は信用が無く、米を隠匿する者や他領に売る者が多く出た。秋田藩ではこの宝暦の飢饉の結果、秋田騒動が発生する。

### 弘前藩
弘前藩は、宝暦5年には、夏中雨天続きで冷気が募った。雪の消えるのが遅く、4月から8月までやませが吹き、夏のさなかでも春の彼岸のような気候であった。8月中旬には2度の霜害があり、よく見えた田畑も立ち枯れてしまっていた。上磯・下磯、北・西津軽郡域の木造・俵元・広須の3新田では田畑の収穫は全く無かった。藩が10月に幕府に届けた津軽領内の損毛高は、表高4万6000石のうち3万4280石、新田19万6353石余のうち、16万1130石であった。
凶作への予想から6月ごろから米価は上昇し、7月になると大飢饉になるとまで予想された。藩の石高29万石余に対し、この年の収穫高は5万石弱で、領内は予想のとおり飢饉状態になった。10月に藩は、表高（本田高、本高）4万7000石のうち3万4280石の損毛高、新田高19万6353石余のうち16万1130石の損毛高だったと幕府へ報告している。
しかし、諸税の免除、検見の廃止、作取自由、幕府への救援米1万石の要請など、藩当局は積極的に対策を行なった。「一円の救合（すくいあい）」という方針を掲げて、各村内で貯米を確保させ、米の売買を厳禁して、藩で米価を設定して藩士や領民に配給した。大庄屋と運送方が穀物の買い請けと売り払いの両方を担い、遠い場所の村では「重立の者」を「下買」に命じて売買を扱わせた。さらに配下の手代・手付が在方を巡り、きびしく家探しをして有穀の調査をし、隠し米を摘発した。さらに、この年は年貢上納を全て免除して「作り取」りにし、米穀確保のため酒造禁止や菓子・餅・飴の類の作成を禁止した。このほか、幕府から1万石を拝借している。
一般に米の買い上げ政策は藩による収奪策として農民の反発を招くが、この時はそのようなことは無く、食料の再分配による公権力の積極的な飢饉対策であった。米の隠匿や不正行為は一部に見られたが、おおむね順調にことが運び、領民からは、ありがたき「御仁政」「徳政」と評された。弘前藩の「御救」ぶりのよさは他国の評判にもなり、公方より褒美として加増5000石を拝領したという噂が仙台領で流れた。
これらの政策は藩の宝暦改革の推進者である用人・毛内有右衛門や勘定奉行の乳井貢らが実施し、そのため寛延期の猪飢饉よりも被害は大きかったが、餓死者は1人も出なかったといわれる。
しかし、過去帳の分析により、飢饉が起きた宝暦期に、他の年代と比較して大量の死者が出ていたことが判明しており、それは餓死者ではないかと指摘されている。

### 八戸藩
八戸藩では、宝暦年間のうちでも損害額が1万石以上という年が宝暦3年（1753年）、宝暦5年、宝暦12年（1762年）と3回あり、いずれも大凶作であったが、特に宝暦5年秋から翌6年の夏にかけての飢饉の被害が著しかった。
旱魃や害虫の被害が領内を襲い、宝暦5年4月中旬からはヤマセが吹いた。5月上旬からは大雨が降り続き、同20日から23日にかけて洪水となって、川欠・山崩れなど大きな被害が出た。6月上旬から8月中旬にかけて冷たい「東北風」が吹いて、毎日雨が降り続いた。8月16日と17日には大霜が降り、その後も天候不順が続いた。稗や蕎麦の実入りはあったが、稲は出穗が無く、青立ちとなった。これらの被害によって、表高2万石のうち1万8573石の損毛高を幕府に書き上げている。
領民は葛や蕨の根を掘り、橡の実の粥、楢の実の餅を食べて飢えを凌いだ。困窮のため盗人や追剥、強盗が多く発生し、藩の家中への扶持も、米に代わって粟・稗が支給された。
宝暦5年10月、久慈地方の百姓から雑穀と味噌拝借願が出されたが、藩は雑穀の有り合せが無いと断り、味噌を嘆願の半分だけ認めた。同6年3月に軽米通から出された種籾の拝借願は、領内一同のことなので面倒を見きれないとして却下した。その一方で年貢の取り立ては厳しく、11月に代官に対して、凶年のため上納がはかどらず難渋するかもしれないが、家中扶持米を確保しなければならないので、取り立てに尽力せよと命じ、上納できない百姓は潰してもかまわないと述べた。同6年1月、八戸廻の百姓が年貢残金の延納を願い出たが、これも却下している。なお、八戸藩は幕府に米の拝借を願い出たが許可されなかった。この飢饉による餓死者は7000人と伝わる。

#### 八戸藩の被害人数
この飢饉で餓死者は4000人から5000人、または5000人から6000人、あるいは7000人におよんだとも、5万6000人ともいわれる。宝暦4年2月の集計では6万5621人だった人口が、宝暦6年12月には4万5367人となり、一時的な他領逃亡者を含めて約20000人の人口減となった。幕府には、被害は1万8000石を上回ると報告した。
一部地域では、軽米通では行方不明者611人、明家389軒、餓死者1900人（男1123人、女777人）、久慈通は行方不明者230人、明家125軒、餓死507人（男275人、女232人）だった。
八戸城下や周辺村に非人が行き倒れて死亡したという記述が「藩日記」にあり、特に宝暦5年11月から翌6年4月に集中的に見られた。5月13日条によれば、11月以来、八戸周辺の糠塚村・湊村・新井田村・柏崎村・是川村の各名主触所分において46人（男39人、女7人）が倒れ死にしたとある。宝暦6年2月には、湊村の乙名・名主から、上流から餓死者の遺骸が流れてきており、これでは海中の穢になるので発見次第無縁の者として穴を掘って埋葬したいという願いも出されていた。
城下には乞食や非人化した飢人が流入し、彼らに対して寺院10か寺による「接待」が2月30日から5月1日朝まで行われた。その経費・食料は寺院の持ち出しのほか町・家中の托鉢と藩からの下付金で賄おうというものだった。飢人の「接待」終了時に残っていた215人の非人は、それぞれの居村に返された。城下町居住の「不相続の者」は、「惣町」の乙名たちの相談によって金持ちが金を出し合って困窮者に貸し付ける。町内に助力者がいない場合は、藩が御助米として1人に稗を片馬ずつ与えるとした。
藩ではこれまでの豊作により穀物が多く保有され、銭100文で稗1俵という下値だったが、宝暦5年6月ごろから商人たちが村々に入って雑穀を買い集めたため相場が急騰した。4月8日の市では稗8斗に1貫文にまで上ったため、蓄えも含めて全て売り払ってしまったといい、これが餓死者を多く出した理由と考えられている。

### 会津藩
会津藩は、この飢饉では平年作に比べて9万9300石の収穫減で、藩の取箇損失は4万5500石ほどとなった。元禄の飢饉に比べると「一等強キ不作」といわれ、冷気雨天が原因の凶作であった。

### 一関藩
一関藩では、藩の籾蔵を開いて飢人の救済につくしたため、領民の餓死はなかったといわれる。この藩では、飢人の姿を目の当たりにした藩医建部清庵が、後に飢饉のための救荒書を著した（後述）。
家中の藩士を除いた一関藩の領民人口は、宝永3年（1706年）の2万7785人をピークにして以後は漸減していき、寛延3年（1750年）に2万5009人だった人口が、宝暦7年（1757年）には2万1877人にまで減った。これは宝暦の飢饉の影響と考えられている。
飢饉の後、領内の荒廃や疲弊は激しくなり、安永年間のころには4000石が散田になった。

### 二本松藩
二本松藩では、元禄9年（1696年）以降は災害や凶作による田畑の被害高が1万石以上であった場合は幕府の老中に報告していた。宝暦5年の飢饉の際には3万石以上の損毛として報告している。

### 村山地方
村山地方では、凶作のため農民が代官平岡彦兵衛に対して、定免法ではなく検見を行なって減免をして欲しいと願い出たが、却下された。
船橋村では宝暦5年の年貢納入高は120石余で前年の半分に減少したが、このうち116石余は他地域の飢饉救済に充てられた。江戸への廻米は宝暦3年から4年までの置籾を充てたが、翌6年も凶作の影響で廻米はできなかった。定免法での年貢取り立てが行なわれたが、この年の年貢米113石余は27年賦で納めることとされた。

## 飢饉後
宝暦5年から6年にかけて京都の白米の小売り相場が上昇しており、奥羽地方の凶作の影響が京都の方まで波及していたことが知られる。
庄内藩では宝暦13年（1763年）に再び大凶作になった際には、荒瀬郷の農民500人余が飯米の支給を要求して鶴岡城に押し寄せた。
米沢藩では、飢饉後、領内の人口は減少し、元禄5年（1692年）の13万3259人であったのが、宝暦11年（1761年）には10万人を割った。凶作時の宝暦3年から7年間の人口減は9699人で、なかでも宝暦7年には前年比3762人の減少となった。上杉鷹山はこれを受けて藩政改革を始め、備籾蔵の設置などを行なった。天明の大飢饉の時にはこの備籾を放出し、越後や酒田で米を購入したほか、尾張藩からは米3000俵を借りて救米を施したため、人口減少は宝暦の飢饉時の約半数で食い止められた。
仙台藩では、藩領各地で村借による救恤や富農層からの出資による救済が行われた。この時に出資した富農たちの中には藩から知行地や身分、諸営業特権を与えられる者がおり、これが藩政後期の農村構造を変化させる原因となった。また、仙台藩は財務政策として、藩内の余った米を買い上げて江戸や大都市に売却する買米仕法を行なってきたが、宝暦の危機によって買米のための資金を準備できなくなり宝暦7年には中止に追い込まれた。これが仙台藩を財政難に陥らせる原因となった。飢饉以降、領内の田畑は荒廃し、財政難により収奪強化がなされたため、それに抵抗する農民たちとの不穏な情勢が続くようになった。また、幕府からの普請役賦課や飢饉による財政難により、藩では藩士たちの供人数削減を含む倹約令を厳命した。供人数を減らすことを嫌った藩士の中にはそれに従わない者もいたが、こうした倹約令は幕末まで出され続けた。
盛岡藩では飢饉後の宝暦7年（1757年）4月8日には藩内の米内村で薬師の祭りが行われ、飢饉をしのいだ民衆は「遊興乱舞」した。しかし、その前年（宝暦6年）からまだ若い16歳から17歳くらいの人妻や娘たちが何人も手に手に大きな饅頭を持って売春行為をした。それを謡ったいかがわしい小唄が流行り、大人だけでなく子供まで口にするようになった。饅頭会と呼ばれたこれらの行為は、年を経るにつれて盛んになったので、役人に祭礼や物見遊山などを厳重に取り締らせたが、宝暦7年（1757年）には人々はまるで狂ったように物見遊山に出掛けた。
弘前藩では、飢饉の際に困窮した寺社は本来の役務である祈禱をおろそかにして、禁止されている農業への従事や宮社の譲渡などを行い、また既存の組織に属さない宗教活動が村落で見られるようになった。藩の改革を進める乳井貢は、領内寺社の支配系統を再掌握し、支配統制を強化した。乳井の改革は、商業や通貨を統制して借財を整理し、綱紀粛正・倹約奨励で藩内の引き締めを図ろうとしたものだったが、飢饉によって米切手政策や標符発行が失敗し、経済を混乱させたことで乳井は失脚した。

### 供養碑・供養塔・無縁塚
盛岡市にあった宗龍寺の跡地にある十六羅漢像と五智如来像は、東北地方の四大飢饉（元禄、宝暦、天明、天保）のときに出た多くの餓死者の供養のために建立されたものと伝わる。
仙台では、「飢饉」の字が刻まれた供養塔は92基あり、その大部分は仙台市内にあり、そのほか郡部などにも広く散在している。これらの内訳は、天明3年を記したものが42基、天保4年が6基、同7年が43基で、宝暦5年の凶作年を記したものは1基である。
一関市の萩荘村老流（おいながれ）には、宝暦の飢饉・天明の飢饉・天保の飢饉による市野々村（いちののむら）の死者を供養した「無縁塚」がある。これは天保15年（1844年）3月に建立されたもので、碑文や建碑の事情が刻まれている。

### 飢饉後の新庄藩
新庄藩は、天明8年（1788年）の「御巡検様御廻国御案内之帳」や寛政8年（1796年）に出された倹約令に、宝暦の飢饉によって領内の人口が減少したため、働き手がいなくなった田畑が荒れて、納められる年貢も激減したことが記されている。藩では正徳2年（1712年）に高直しをして総石高を2万石ほど増やし、この際つくられた郷帳は「正徳郷帳」と呼ばれたが、宝暦の飢饉後はこの郷帳も変更を余儀なくされた。年貢収入は9万俵から12万俵ほどだったのが、4万俵台にまで落ち込み、その後も10万俵まで達することはほとんどなかった。天明3年（1783年）の年貢収納高は例年の約半分の5万俵で、この時は宝暦の飢饉と同じく「飯米計（ばかり）」の給付となった。
「東北一の山車祭り」とうたわれる新庄山車祭りは、宝暦の大飢饉の餓死者を供養し、豊作を祈願するために、翌宝暦6年に藩主の戸沢正諶が始めさせた祭りと伝えられている。
多くの餓死者を埋めたとされる角沢街道脇には、餓死者を弔う丸仏が祀られている。これは天明の飢饉の犠牲者を併せて弔うために文化13年（1816年）に建立されたもので、丸仏のそばに建つ碑には「餓死聖靈位 明和六年庚寅七月十六日 松本村有志」と刻まれている。下金沢町にある接引寺の山門脇に立つ「まかどの地蔵」は餓死者を供養するため建立されたものと伝えられ、春秋の彼岸に寺参りする人々がこの地蔵にぼた餅を食べさせる風習が今に残っている。
藩の中老・北条六右衛門が飢饉対策のために実施した「囲籾の制」は、平年作の年に毎年1戸当たり籾7升ずつを拠出させて村の郷蔵に蓄えさせるという制度で、平年はこの備籾は村の困窮者に低利で貸し与えられた。この非常時のための備蓄制度は、幕末まで続けられた。

### 救荒書
宝暦の飢饉をきっかけに、凶作時の食糧確保の方法が書かれた救荒書がいくつか刊行された。
- 『万世飢食松皮製法』 - 松皮餅の作り方を記した本。享保18年（1733年）5月に大坂の井上某が飢渇の患いから書き置いたものを、寛保3年（1743年）に江戸本船町の大蔵某が刊行した後、大坂の漢学者杉浦益が天明4年（1784年）に版行した。仙台藩江刺郡の大肝入の記録といわれる『飢渇巻』[注釈 75]の中に「万世飢食松皮製法」の記載がある。仙台藩の『御用定留』[注釈 76]によれば、宝暦5年の凶作を受けて、藩の江戸買物所御用達の今中九兵衛が松皮粮食の書物を版行したので、500冊を国元に送り、領内の郡方に配布したとある[109]。
- 『民間備荒録』 - 一関藩の医者・建部清庵が飢饉の後に著した救荒書。『日本農書全集』18、『日本経済叢書』八、『仙台叢書』の四、『日本経済大典』一一、『仙台叢書』一〇に収録。飢饉に備えて植えておくべき植物と食料の蓄え方について書かれた上巻と、草木や葉の食べ方や解毒法を中心に飢餓に対する救済処置について書かれた下巻とで構成される。後に版を重ねて発行され、救荒書の原点的位置を占めることになる。寛政8年（1796年）刊行[110]。
- 『備荒草木図』 - 建部清庵が宝暦の飢饉の際に、村役人や老農から聞いて書き集めた、糧として用いて益の多かった草木に関する書。食べられる野生植物を精細な生写図によって判別できるようになっている。清庵と杉田玄白の子により天保4年（1833年）に刊行[111]。
- 『荒歳録』 - 江刺郡岩谷堂の大肝入・遠藤志峯による、非常食について記した書[112]。
- 『仙台飢饉巻』『御用定書』 - 仙台大町五丁目大内家の記録[注釈 77]と、磐井郡東山北方大肝入鳥畑家文書[注釈 78]。上胆沢新里村の卯左衛門が宝暦5年9月2日に「存寄」をまとめた「粮」の用い方が記されている。凶作の際に草木の根や葉を食べてきたが、それらの毒にはそれぞれ除去法があり、それを知っていた者は助かり、そうでない者は死んでいったとある[113]。

このほか、仙台藩では代官が村の大肝入に江戸から送られてきた「松皮粮用」という書物を困窮する村々に配布するように指示するなど、官から民へ食用としての松皮を食糧とするための製法知識が各村にまで周知された。菊池勇夫は、このような非常時の食に関する民間知識をまとめて、村の肝入や代官たち地域行政官によって共有知として地域に広めようとする動きは、宝暦の飢饉をきっかけとしてはじまったとしている。